# Ljunghedmal
Ljunghedmal (Amphisbatis incongruella) är en fjärilsart som beskrevs av Henry Tibbats Stainton 1849. Ljunghedmal ingår i släktet Amphisbatis. Enligt Dyntaxa ingår Amphisbatis i familjen tubmalar, Lypusidae, men enligt Catalogue of Life är tillhörigheten istället familjen praktmalar, (Oecophoridae). Arten är reproducerande i Sverige. Inga underarter finns listade i Catalogue of Life.